# Hoàn, Khánh Dương
Hoàn (chữ Hán phồn thể: 環縣, chữ Hán giản thể: 环县, bính âm: Huán Xiàn, âm Hán Việt: Hoàn huyện) là một huyện thuộc địa cấp thị Khánh Dương, tỉnh Cam Túc, Cộng hòa Nhân dân Trung Hoa. Huyện Hoàn có diện tích 9236 ki-lô-mét vuông, dân số năm 2004 là 340.000 người. Mã số bưu chính của huyện này là 745700. Chính quyền huyện đóng ở trấn Hoàn Thành. Huyện này được chia ra 3 trấn và 22 hương.
- Trấn: Hoàn Thành, Khúc Tử và Cam Thủy.
- Hương: Thiên Trì, Ngô Thành Tử, Diễn Võ, Hợp Đạo, Hà Bình, Hứa Gia Hà, Mộc Bát, Phiền Gia Xuyên, Bát Châu, Tây Xuyên, Hồng Đức, Cảnh Loan, Tứ Hiệp Nguyên, Tần Đoàn, Sơn Thành, Nam Tưu, La Sơn Xuyên, Hổ Động, Tiểu Nam Câu, Xa Đạo, Mao Tỉnh, Lô Gia Loan.